# Atsuko Shinomura
Atsuko Shinomura (jap. 篠村敦子 Shinomura Atsuko; ur. 15 marca 1979) - japońska zapaśniczka w stylu wolnym. Złota medalistka mistrzostw świata w 1998. Mistrzyni Azji w 1999. Mistrzyni świata juniorów w 1998 i 1999 roku.